# 2860 Пасачентенніум
2860 Пасачентенніум (2860 Pasacentennium) — астероїд головного поясу, відкритий 8 жовтня 1978 року.
Тіссеранів параметр щодо Юпітера — 3,438.